# Dinotopia (serie televisiva)
 Dinotopia  è una serie televisiva statunitense del 2002 tratta dall'omonimo libro scritto e illustrato da James Gurney. La  serie consta di tredici episodi di 45 minuti, ma solo i primi 12 sono stati doppiati e trasmessi in italia, e sono stati creati dopo il successo dell'omonima miniserie televisiva.

## Trama
Sull'isola nascosta di Dinotopia gli esseri umani e i dinosauri vivono e lavorano insieme in armonia, salvo per i pochi predatori che vagano per la terra. È un posto che possiede ancora quell'armonia e quella bellezza che sono stati persi dal resto del mondo.
Un elemento importante della storia è il fatto che 'Dinotopia' è circondata da una tempesta che impedisce a chiunque di lasciare l'isola.